# Мартен фон Барнеков
Мартен фон Барнеков (нім. Marten von Barnekow, 18 березня 1900 — 29 січня 1967) — німецький вершник.
Олімпійський чемпіон 1936 року в командному конкурі.